# Azawad

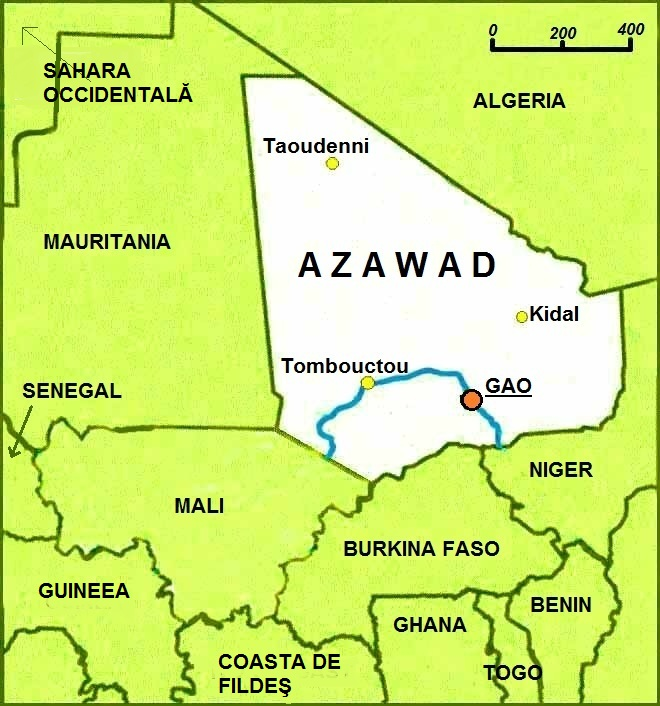
Harta Azawadului

Statul Independent al Azawadului  (în arabă أزواد, în tuaregă: ⴰⵣⴰⵓⴷ, în franceză État indépendant de l’Azawad), uneori Azaouad sau Azawagh, era un stat nerecunoscut, care a fost declarat unilateral după un conflict în care Mișcarea Națională pentru Eliberarea Azawadului (MNEA) și alte grupuri au învins armata Maliului. Acesta revendica și controla regiunile Tombouctou, Kidal, Gao, precum și o parte din regiunea Mopti, toate fiind recunoscute pe plan internațional ca fiind parte a Republicii Mali. Teritoriul deținut de Azawad avea granițe cu Mali și Burkina Faso la sud, Mauritania la vest și nord-vest, Algeria la nord, și Niger la est și sud-est. Gao era capitala și cel mai mare oraș.
La 6 aprilie 2012, într-o declarație făcută public pe site-ul lor, MNEA, care controla o mare parte a regiunii, a declarat „irevocabil” independența Azawadului de Mali. Proclamarea nu a fost recunoscută de către nicio entitate străină. În 2013 MNEA a renunțat să mai revendice independența Azawadului în schimbul unei autonomii sporite și a început negocieri de pace cu guvernul.